# アテン (小惑星)
アテン (2062 Aten) は太陽系の地球近傍小惑星。1976年にパロマー山天文台のエレノア・ヘリンによって発見された。名前はエジプト神話のアテンに由来する。
軌道長半径が地球のものより短い小惑星としては初めて発見されたものであり、似たような軌道を持つ小惑星のグループとしてアテン群という新しいカテゴリが作成された。